# Zamarada fletcheri
Zamarada fletcheri är en fjärilsart som beskrevs av Claude Herbulot 1975. Zamarada fletcheri ingår i släktet Zamarada och familjen mätare. Inga underarter finns listade i Catalogue of Life.